# Strong Woman Do Bong-soon
Strong Woman Do Bong-soon (hangul: 힘쎈여자 도봉순; rr: Himssenyeoja Do Bong-sun) também conhecida como Strong Girl Bong-soon, é uma série sul-coreana exibida pela JTBC de 24 de fevereiro a 15 de abril de 2017, estrelada por Park Bo-young, Park Hyung-sik e Ji Soo.

## Enredo
Do Bong-soon (Park Bo-young) nasceu com uma força sobre-humana. Sua força é hereditária e é repassada somente para as mulheres em sua família. Seu sonho é criar um jogo de videogame tendo ela como personagem principal. Ela desesperadamente quer tornar-se uma mulher delicada e elegante, que é o tipo ideal de sua paixão, In Guk-doo (Ji Soo), um policial. Graças a sua força, ela consegue um trabalho de guarda-costas, para um rico herdeiro Ahn Min-hyuk (Park Hyung-sik), diretor-chefe de uma empresa de jogos, Ainsoft. Ao contrário de Guk-doo, Min-hyuk é sensato, brincalhão, não tem respeito pelas regras e não gosta dos policiais. Ele recebeu recentemente ameaças anônimas, blackmails, e até foi perseguido em uma ocasião. Assim que vê a força de Bong-soon, a contrata para ser sua guarda-costas. O que desencadeia assim, um triângulo amoroso entre ela, Min-hyuk e Guk-doo. Além de sua relação com ambos, Bong-soon terá de lidar como uma série de casos de sequestros que passam a ocorrer em Dobong-dong, onde ela vive.

## Elenco

### Elenco principal
- Park Bo-young como Do Bong-soon[5]
  - Go Na-hee como Do Bong-soon (jovem)
- Park Hyung-sik como Ahn Min-hyuk[6][7]
  - Choi Seung-hoon como Ahn Min-hyuk (jovem)
- Ji Soo como In Guk-doo[8]
  - Choi Min-young como In Guk-doo (jovem)

### Elenco de apoio

#### Pessoas em torno de Do Bong-soon
- Ahn Woo-yeon como Do Bong-ki
  - An Woo-Yeon como Do Do Bong-ki (jovem)
- Shim Hye-jin como Hwang Jin-yi
- Yoo Jae-myung como Do Chil-goo
- Park Bo-mi como Na Kyung-shim
- Baek Soo-ryun como Soon-shim
- Kim Mi-hee como mãe de Myung-soo
- Kim Soo-yeon como mãe de Jae-soon

#### Pessoas em torno de Ahn Min-hyuk
- Jeon Seok-ho como secretário Gong
- Han Jung-kook como Ahn Chul-do
- Kim Seong-beom como Ahn Dong-ha
- Shim Hoon-gi como Ahn Dong-suk
- Lee Se-wook como Ahn Kyung-hwan

#### Pessoas em torno de In Guk-doo
- Seol In-ah como Jo Hee-ji
- Yoon Ye-hee como Jung Mi-hwa

#### Pessoas na festa de Baek Tak
- Im Won-hee como Baek Soome
- Kim Min-kyo como Ah Ga-ri
- Kim Won-hae como Kim Kwang-bok
- Kim Ki-moo como Hwang Hyun-dong
- Lee Ho-cheol

#### Equipes criminosas da delegacia de polícia de Do Bong
- Choi Moo-in como líder da equipe Yook
- Oh Soon-tae como Bulgom
- Joo Ho como Neokboi
- Choi Hyung como Heollaengyi
- Kim Won-suk como Dotbogi

#### Empregado do Ainsoft
- Kim Won-hae como Oh Dol-pyeo

### Elenco estendido
- Jang Mi-kwan como Kim Jang-hyun
- Son Hyo-eun como Jung Hyang-sook
- Choi Hyun-seo como Kim Ji-won
- Choi Young-shin como Lee Joo-young
- Min Ji-hyun como farmacêutica
- Kim Young-choon como Il Jin
- Yoo In-soo como Kang Goo
- Hong Ye-ri como Ho Soon-yi
- Kim Tae-soo como Oh Hyun-joong
- Lee Ho-chul como líder da equipe Jo
- Hapkie como membro da festa de Baek Tak
- Kim Won-jun como molester de metrô
- Lee Jung-kwi como garoto do ensino médio intimidado pelo grupo de Il Jin
- Jun Byung-chul como Lee Woo-jin

## Trilha sonora
1. Your Garden (그대란 정원) – Jung Eun-ji (Apink)
2. Heartbeat – Suran
3. How Would It Be (어떨까)  – Standing Egg
4. Pit-A-Pat (두근두근) – Kim Chung-ha
5. Double Trouble Couple – Mamamoo
6. I Fall In Love (사랑에 빠진 걸까요) – Vromance feat. Obroject
7. Super Power Girl – Every Single Day
8. Because of You (그 사람이 너라서) – Park Hyung-sik

## Recepção
Na tabela abaixo, os números azuis representam as as audiências mais baixas e os números vermelhos representam as audiências mais elevadas.
| Episódio | Data de transmissão original | Título                                                          | AGB Nielsen    | AGB Nielsen | TNmS |
| Episódio | Data de transmissão original | Título                                                          | Em todo o país | Seul        | TNmS |
| -------- | ---------------------------- | --------------------------------------------------------------- | -------------- | ----------- | ---- |
| 1        | 24 de fevereiro de 2017      | Punks Ridículos (기막힌 녀석들)                                 | 3.829%         | 4.044%      | 3.9% |
| 2        | 25 de fevereiro de 2017      | Pensamento de Culpa (범인의 마음)                               | 5.758%         | 6.041%      | 6.1% |
| 3        | 3 de março de 2017           | O Segredo Dessa Pessoa (그놈의 비밀)                            | 6.081%         | 7.003%      | 5.5% |
| 4        | 4 de março de 2017           | A Verdadeira Identidade Dela (그녀의 정체)                      | 8.301%         | 8.669%      | 8.3% |
| 5        | 10 de março de 2017          | Parece que Eles São Amigos, Mas Ainda Não (친구인 듯 친구 아닌) | 7.113%         | 8.025%      | 6.7% |
| 6        | 11 de março de 2017          | Felizes Juntos (해피투게더)                                     | 8.692%         | 8.632%      | 7.7% |
| 7        | 17 de março de 2017          | Mudanças (변화)                                                 | 6.834%         | 7.119%      | 7.1% |
| 8        | 18 de março de 2017          | Um Passo Mais Perto (한 걸음 더)                                | 9.603%         | 10.261%     | 8.8% |
| 9        | 24 de março de 2017          | O Amor Arriscando a Vida de Alguém (목숨 건 사랑)               | 7.423%         | 8.019%      | 8.8% |
| 10       | 25 de março de 2017          | Encontre o Coração Oculto (숨은 마음 찾기)                      | 9.668%         | 9.286%      | 9.8% |
| 11       | 31 de março de 2017          | Momento Certo (타이밍)                                          | 7.772%         | 8.572%      | 7.7% |
| 12       | 1 de abril de 2017           | Me Ajude (헬프 미)                                              | 8.477%         | 8.352%      | 9.1% |
| 13       | 7 de abril de 2017           | Mesmo Assim (그럼에도 불구하고)                                 | 7.448%         | 8.036%      | 8.9% |
| 14       | 8 de abril de 2017           | Um Prelúdio para a Batalha (배틀의 서막)                        | 8.597%         | 9.251%      | 9.9% |
| 15       | 14 de abril de 2017          | Alto Nível (레벨 업)                                            | 7.834%         | 8.773%      | 7.9% |
| 16       | 15 de abril de 2017          | Final (파이널)                                                  | 8.957%         | 9.625%      | 9.8% |
| Média    | Média                        | Média                                                           | 7.649%         | 8.107%      | 7.9% |
| Especial | 17 de abril de 2017          | —                                                               | 0.8%           | (NR)        | 0.6% |

- Este drama foi transmitido por um canal de televisão por assinatura, que normalmente tem um público relativamente menor em comparação com as emissoras de televisão abertas (KBS, SBS, MBC e EBS).

## Prêmios e indicações
| Ano  | Premiação                        | Categoria             | Beneficiário              | Resultado | Ref.          |
| ---- | -------------------------------- | --------------------- | ------------------------- | --------- | ------------- |
| 2017 | Baeksang Arts Awards             | Melhor Atriz          | Park Bo-young             | Indicado  | [ 11 ]        |
| 2017 | Baeksang Arts Awards             | Melhor Ator Revelação | Ji Soo                    | Indicado  | [ 11 ]        |
| 2017 | Seoul International Drama Awards | Melhor Minissérie     | Strong Woman Do Bong-soon | Indicado  | [ 12 ] [ 13 ] |
| 2017 | Seoul International Drama Awards | Melhor Atriz          | Park Bo-young             | Indicado  | [ 12 ] [ 13 ] |
| 2017 | Seoul International Drama Awards | Melhor Atriz Coreana  | Park Bo-young             | Venceu    | [ 12 ] [ 13 ] |

## Transmissão internacional
- Na Tailândia, foi transmitida pela Channel 7 a partir de 26 de agosto de 2017.
- Nas Filipinas, estreou em 4 de outubro de 2017 como parte do The Heart of Asia da GMA Network sob o título Strong Girl Bong-soon.
- Na Malásia, foi transmitida na 8TV de 2 de julho a 17 de setembro de 2018.
- Em todo o mundo, foi transmitida pela empresa de radiodifusão e internet Rakuten Viki após a transmissão original na Coreia do Sul.
- Mundialmente, foi transmitida pela Netflix após a transmissão na Coreia do Sul.